# Suzuki Cappuccino
La Suzuki Cappuccino è un'autovettura prodotta dalla Suzuki dal 1991 al 1998. Si tratta di una piccola vettura roadster appartenente al segmento delle Keicar.

## Il contesto
L'auto, dalla lunghezza di poco inferiore ai 3,3 m, è dotata di un tettuccio retrattile.
La Cappuccino è spinta da un motore turbosovralimentato a tre cilindri e 12 valvole da 657 cm³ (per restare nel limite regolamentare delle keicar) che sviluppa 65 CV di potenza e 85 N m di coppia motrice.
La trazione è sulle ruote posteriori e le sospensioni sono a quadrilatero deformabile.
La velocità massima è di 185 km/h e passa da 0 a 100 km/h in 8.5 secondi.
Il veicolo è dotato di barre anti-intrusione laterali, freni a disco e ABS mentre non è presente il servosterzo.